# Éric Anceau

Éric Anceau

Éric Anceau (* 9. Dezember 1966 in Paris) ist ein französischer Historiker und Experte für die Epoche des Second Empire und Napoleons III. sowie der Laizität.

## Leben
Nach seiner Agrégation in Geschichte 1991 und dem Doktorat in Geschichte an der Paris IV (Sorbonne) 1997 legte Anceau 2012 seine Habilitation vor und wurde Dozent (maître de conférences) an der Sorbonne, wo er europäische Geschichte im 19. Jahrhundert lehrte. Daneben koordinierte er die Methodologie für den Master in Zeitgeschichte und hielt ein Oberseminar über politische und soziale Geschichte Frankreichs und Europas im 19. und 20. Jahrhundert. Mehrere Jahre unterrichtete er außerdem an Sciences-Po Paris und schuf den Doppelstudiengang Geschichte/Sozialwissenschaften der beiden Institutionen. Für seine Arbeiten über das Second Empire erhielt 2000 er den Großen Preis der Fondation Napoléon sowie weitere Auszeichnungen, darunter drei Preise des Institut de France (insbesondere 2018 den Prix Guizot der Académie française) sowie den Prix littéraire du Mémorial von Ajaccio.
Als Spezialist für die Zweite Republik, des Zweiten Kaiserreichs und der Gründungsjahre der Dritten Republik wurde Eric Anceau von mehreren Universitäten als Gastprofessor eingeladen: Poznań (Pologne), University College de Londres (UCL, London, Großbritannien), Hangzhou (China), Bukarest (Rumänien). Er ist Mitglied der Rumänischen Akademie, der Historischen Kommission der Archives de France, des Senats, des Conseil d’État und der Juridiction administrative sowie des Conseil für den 150. Jahrestag des Deutsch-Französischen Krieges. Anceau sitzt der Jury des Prix Mérimée für die beste Dissertation über das Second Empire vor.
Zum Ende der Sommerpause 2023 erhielt er eine Professur für die politische und soziale Geschichte Frankreichs und Europas an der Université de Lorraine, die er 2024 antrat. Er lehrt am Campus Nancy der Universität.
Anceau ist stellvertretender Vorsitzender des Comité d'histoire parlementaire et politique, stellvertretender Direktor von Histoire, Économie et Société und Redaktionsmitglied von Parlement(s), Revue d'histoire politique sowie mehrerer weiterer Fachzeitschriften wie der Revue politique et parlementaire.

## Politisches Engagement
Anceau ist politisch seit Langem ein Vertrauter von Jean-Pierre Chevènement und stellt die Sinnhaftigkeit einer politischen Links-rechts-Kategorisierung in Frage. Er war als Delegierter der École de la République Mitglied im Parteiausschuss von Debout la France und neben anderen Akteuren mit dem Wahlprogramm der Partei für die Präsidentschaftswahl 2017 betraut.
Als der Parteivorsitzende und Präsidentschaftskandidat den ersten Wahlgang, Nicolas Dupont-Aignan, sich vor der Stichwahl zwischen Emmanuel Macron et Marine Le Pen für die FN-Kandidatin aussprach, trat Anceau wie drei weitere Vizepräsidenten (Dominique Jamet, Anne Boissel et François Morvan) aus der Partei aus und zog sich von jeglicher politischen Arbeit zurück.

## Auszeichnung
- Chevalier de l'ordre national du Mérite (15. Januar 2025)[5]

## Publikationen (Auswahl)
- Comprendre le Second Empire, Saint-Sulpice Éditeur, Tranches d'histoire, 1999, 191 S., Vorwort von Philippe Séguin.
- Dictionnaire des députés du Second Empire, Presses universitaires de Rennes, Collection Carnot, 1999, 421 S. + X S., Vorwort von Bernard Lachaise.
- Les Députés du Second Empire. Prosopographie d’une élite du XIXe siècle, Champion et Slatkine, 2000, 1018 S., Vorwort von Jean Tulard.
- La Révolution française, Saint-Sulpice Éditeur, Tranches d'histoire, 2000, 189 S., Vorwort von Jean-Paul Bertaud[6].
- La France de 1848 à 1870. Entre ordre et mouvement, Le Livre de Poche, références, Kollektion La France contemporaine herausgegeben von Jean-François Sirinelli, L.G.F., 2002, 256 S.
- Gemeinsam mit Dominique Barjot, Isabelle Lescent-Giles und Bruno Marnot (Hrsg.), Les Entrepreneurs du Second Empire, P.U.P.S., 2003, 224 S.
- Les Grands discours parlementaires du XIXe siècle de Benjamin Constant à Adolphe Thiers, Assemblée nationale et Armand Colin, 2005, Vorwort von Jean-Louis Debré
- Mémoires sur le règne de Napoléon III (1851 – 1864) par le comte Horace de Viel Castel, Robert Laffont, Coll. Bouquins, 2005, XLIX + 1130 S.
- Introduction au XIXe siècle, Band 1: 1815 – 1870, Belin, Atouts, 2003, 224 S.
- Napoléon. L’Homme qui a changé le monde, J’ai lu, Reihe « Librio », 2004, 96 S.
- Introduction au XIXe siècle, Band 2: 1870 – 1914, Belin, Atouts, 2005, 256 S.
- Morny et l’invention de Deauville, A. Colin, 2010, in Zusammenarbeit mit Dominique Barjot und Nicolas Stoskopf, 462 S.
- Napoléon III. Un Saint-Simon à cheval, Tallandier, 2012, 750 S.[7] (Prix Drouyn de Lhuys de l'Académie des sciences morales et politiques et grand prix du Mémorial de la ville d'Ajaccio)
- Dossier « Une laïcité européenne ? La place des religions dans l’Europe d’hier, d’aujourd’hui et demain » (Hrsg.), Commentaire, n° 155, 2016, S. 599–624.
- L'Empire libéral, éditions SPM, 2 Bände, 2017, 1425 S. (Prix Guizot de l'Académie française)
- Être nationaliste à l'ère des masses en Europe (1900-1920), in Zusammenarbeit mit Olivier Dard und Didier Musiedlak, Bruxelles, Peter Lang, 432 S.
- Histoire des internationales, Nouveau Monde éditions, 2017, 320 S., hrsg. mit Jacques-Olivier Boudon und Olivier Dard
- Comprendre le XIXe siècle, Belin, 2018, 470 S.
- Qu’est-ce qu’une nation en Europe ? Presses de l'université Paris-Sorbonne, in Zusammenarbeit mit Henri Temple, 2018, 280 S[8].
- Ils ont fait et défait le Second Empire, Tallandier, 2019, 384 S.
- Les Élites françaises. Des Lumières au grand confinement, Passés Composés, 2020.
- Napoléon 1769-1821, Reihe « Librio », 2021.
- Laïcité, un principe: De l'Antiquité au temps présent, Passés Composés, 2022, 384 S. (ISBN 978-2-3793-3630-0)
- Histoire mondiale des impôts : De l'Antiquité à nos jours, Passés Composés, 2023, (ISBN 978-2-3793-3737-6)
- Gemeinsam mit Pierre Branda (Hrsg.), Napoléon III et l'économie, CNRS Éditions, 2024, 350 S.
- (Hrsg.) Les Quarante-huitards et les autres. Dictionnaire des dirigeants de 1848, Sorbonne Université Presses, 2024, 1800 S. (ISBN 979-10-231-0622-0)